# 阿部正武
阿部正武（日语：／ Abe Masatake，1649年7月24日—1704年10月15日），日本江户时代大名、老中。武藏国忍藩主。忠秋系阿部家3代。
阿部正能的长男。延宝5年（1677年），父亲隐居后继承家督。延宝8年（1680年）任寺社奉行，天和元年（1681年）拔擢为老中、起草武家诸法度天和令、改铸货币、建造汤岛圣堂、从旁负责赤穗事件。藩政方面、儒臣三宅尚斋辅佐管理忍藩。元禄14年（1701年）以后、忍城作为近世城郭修建了三层橹。宝永元年（1704年）去世。

## 略历
- 1649年（庆安2年） ：出生
- 1677年（延宝5年） ：父亲正能隐居、继承阿部家、分给弟弟·正晴1万石
- 1680年（延宝8年） ：任奏者番兼寺社奉行（8月11日）
- 1681年（天和元年）：任老中（3月26日）
- 1686年（贞享3年） ：增1万石、至9万石
- 1694年（元禄7年） ：增1万石、至10万石
- 1704年（宝永元年）：在任上去世（9月17日）、享年56岁

## 官位位阶
- 1663年（宽文3年） ：从五位下美作守
- 1681年（天和元年）：从四位下丰后守、侍从